# Sigifredo López
Sigifredo López Tobón, nació el 29 de octubre de 1963 en Pradera, Valle del Cauca. Es abogado, egresado de la  Universidad Santiago de Cali especializado en Derecho Administrativo, Mágister en Derecho Penal y Criminología, profesor universitario y político colombiano. 

## Biografía
En su juventud, López fue campeón nacional de lanzamiento de bala y martillo, también fue concejal y alcalde de su pueblo natal. Siendo diputado en la Asamblea Departamental del Valle del Cauca, fue secuestrado por la guerrilla de las FARC el 11 de abril del año 2002 para presionar al gobierno colombiano a un intercambio de guerrilleros presos por secuestrados, en un llamado "acuerdo humanitario". Fue liberado el 5 de febrero de 2009. Posteriormente, el 16 de mayo de 2012 fue capturado por orden de la Fiscalía colombiana y detenido por cuatro meses, en lo que se probó fue un nefasto montaje que evidenció graves fallas y prácticas reprochables en esa institución[cita requerida]. López es aficionado al cine y a la literatura del escritor Jorge Luis Borges. Ha publicado dos libros: "El triunfo de la esperanza" en el año 2010, en el cual narra sus vivencias durante siete años de secuestro; y "Rescatado por la poesía", una colección de 100 poemas testimoniales escritos durante su cautiverio.

## Familia
López está casado con Silvia Patricia Nieto, de cuya unión hay dos hijos, Lucas Guillermo y Sergio Alejandro; y una nieta llamada Martina. Es hijo de Nelly Tobón, quien por causa del cautiverio sufrió dos infartos y su salud se ha visto considerablemente desmejorada por la captura y proceso penal que la fiscalía colombiana le hizo a su único hijo[cita requerida].

## Secuestro
Siendo Diputado del departamento del Valle del Cauca fue secuestrado junto a otros 11 diputados por la guerrilla de las Fuerzas Armadas Revolucionarias de Colombia el 11 de abril de 2002. En diciembre del mismo año su familia recibió la primera prueba de supervivencia.
El 18 de junio de 2007, en un error militar (fuego amigo), las FARC asesinaron a sus once compañeros, López se salvó debido a que cuatro días antes de la masacre fue castigado y confinado a aislamiento por seis meses. 
Un guerrillero desmovilizado con el alias de ‘Rafael’ insinuó en un programa de televisión que a López las FARC lo habían dejado vivo por haber apoyado la toma de la Asamblea en 2002, en la que fueron secuestrados López y 11 de sus compañeros. La versión del guerrillero fue negada por su esposa, diciendo “Más allá de la estupidez y de la infamia de la acusación nos preguntamos por los intereses que mueven a ‘Rafael’ y a quienes le enviaron a hablar por la televisión”. Efectivamente, dos años después, alias "Rafael" se retractó de su señalamiento bajo la gravedad de juramento ante un juez de justicia y paz, y confesó que Gustavo Adolfo Muñoz Roa, Presidente de la Fundación La Nueva Esperanza de Secuestrados lo había llevado al programa de televisión y exigido que incriminara a Sigifredo López en los términos en los que lo hizo a cambio de asilo político y la promesa de que no pagaría ni un solo día de cárcel. Promesas que Muñoz Roa no cumplió y motivaron a alias "Rafael" a confesar la verdad.  
López, en una prueba de supervivencia se mostró crítico de las FARC y del gobierno del expresidente colombiano Álvaro Uribe, clamó por un "acuerdo humanitario" como solución al "drama del secuestro":

“Hoy, horrorizado, impotente y frente a la muerte, pero con la autoridad moral de quienes hemos sufrido lo indecible por culpa de la intransigencia de ambos, emplazo a las FARC y al gobierno para que rompan el infame círculo vicioso de los inamovibles”
Sigifredo López, 2008

### Liberación
Sigifredo López fue dejado en libertad en una liberación unilateral de las Farc, tras la mediación del gobierno brasileño, el Comité Internacional de la Cruz Roja (Cicr) y un grupo de intelectuales y políticos llamados Colombianos por la Paz, el 5 de febrero de 2009.
Tras su liberación fue llevado a la Plaza de San Francisco, en el centro de la ciudad de Cali, para recibir un homenaje en el cual pronunció un memorable discurso en favor de la paz y la reconciliación de los colombianos; algunos de los planteamientos que allí esbozó, han sido retomados casi cuatro años después por el gobierno y las FARC en los diálogos de La Habana[cita requerida].

### Investigación
El 16 de mayo de 2012, Sigifredo López fue capturado en Cali, acusado del secuestro y posterior asesinato de sus 11 compañeros de cautiverio, muertos en junio de 2007, y de haberles suministrado información a las FARC de cómo ingresar al edificio y secuestrar a los diputados.
El martes 14 de agosto de 2012, Sigifredo López fue dejado en libertad por probarse que la voz y la nariz que aparecían en el video correspondían al fallecido guerrillero alias "JJ" comandante de la columna urbana Manuel José Cepeda. Este caso evidenció muy graves fallas sistemáticas en la justicia y prácticas indebidas al interior de la Fiscalía colombiana (cartel de investigadores y de falsos testigos manipulados con propósitos políticos). El 18 de octubre del 2012 la Fiscalía colombiana pidió perdón, ofreció disculpas públicas a Sigifredo López y a su familia, y se comprometió con la sociedad colombiana a descubrir la verdad y a sancionar a los responsables, y para ello creó una comisión con 17 fiscales encargados de descubrir los falsos testigos en este y otros casos, lo cual llevó a la captura el 9 de octubre del 2013 del señor Gustavo Adolfo Muñoz Roa, fiscal que con base en testimonios de falsos testigos armó un expediente en su contra y el supuesto abogado fue capturado en Cali[cita requerida].